# NGC 431
NGC 431 is een lensvormig sterrenstelsel in het sterrenbeeld Andromeda. Het hemelobject ligt ongeveer 238 miljoen lichtjaar van de Aarde verwijderd en werd op 22 november 1827 ontdekt door de Britse astronoom John Herschel.

## Synoniemen
- PGC 4437
- UGC 776
- MCG 5-4-2
- ZWG 502.8
- ZWG 501.132